# Polskie Stronnictwo Ludowe (1895–1913)
Polská lidová strana (polsky Polskie Stronnictwo Ludowe), byla rolnická politická strana působící od konce 19. století mezi polskou populací Rakouska-Uherska, respektive Předlitavska, zejména v Haliči.

## Historie
Vznik strany souvisel s utvořením lidového hnutí mezi rolnickou populaci v Haliči, které vedle národního a socialistického hnutí představovalo jeden ze tří hlavních polských politických táborů. Polská lidová strana byla založena v Haliči v roce 1895. O několik let později vznikly podobně orientované formace i mezi polským obyvatelstvem v ruském a pruském záboru Polska.
K založení došlo na sjezdu v Rzeszowě roku 1895, původně pod názvem Stronnictwo Ludowe. Název Polskie Stronnictwo Ludowe byl používán až od roku 1903, kdy strana přijala nový program. V něm kromě původních postulátů obhajoby zájmů venkovského lidu nastolila i požadavky demokratizace politického systému včetně všeobecného a rovného volebního práva a podpory vzdělávání rolnictva. Strana se stala významnou politickou silou. Své zástupce měla v Haličském zemském sněmu i v celostátní Říšské radě. Funkci předsedy strany zastávali Karol Lewakowski, Henryk Rewakowicz a Jan Stapiński. Mezi další významné představitele náleželi Jakub Bojko, Bolesław Wysłouch nebo Wincenty Witos. Tiskovým orgánem byl list Przyjaciel Ludu.
Po úspěchu ve volbách do Říšské rady roku 1907 utvořila PSL alianci i s haličskými konzervativci. Roku 1911 ovšem stranu opustila skupina, kterou vedl Bolesław Wysłouch a Jan Dąbski, a zformovala se jako odštěpenecká strana Polskie Stronnictwo Ludowe – Zjednoczenie Niezawisłych Ludowców. Polskie Stronnictwo Ludowe pak prošlo zásadním rozkolem v roce 1913, kdy zanikla jako jednotný subjekt a nahradily ji dvě nástupnické strany: Polskie Stronnictwo Ludowe „Piast” a Polskie Stronnictwo Ludowe Lewica.